# Bazilika Nanebevzetí Panny Marie (Strahov)
Bazilika Nanebevzetí Panny Marie v Praze-Strahově je klášterní kostel při strahovském klášteře řádu premonstrátů kanovníků. Barokní bazilika se nachází na nádvoří Strahovského kláštera v Praze 1-Hradčanech. Původně románsko-gotický kanovnický kostel na Strahově byl založen roku 1140 členy řádu. 
Působili zde slavní varhaníci Jan Křtitel Kuchař a Robert Führer. V roce 1787 si na zdejších varhanách zaimprovizoval Wolfgang Amadeus Mozart. Původní varhany byly po roce 1900 vyměněny.

## Popis

### Architektura

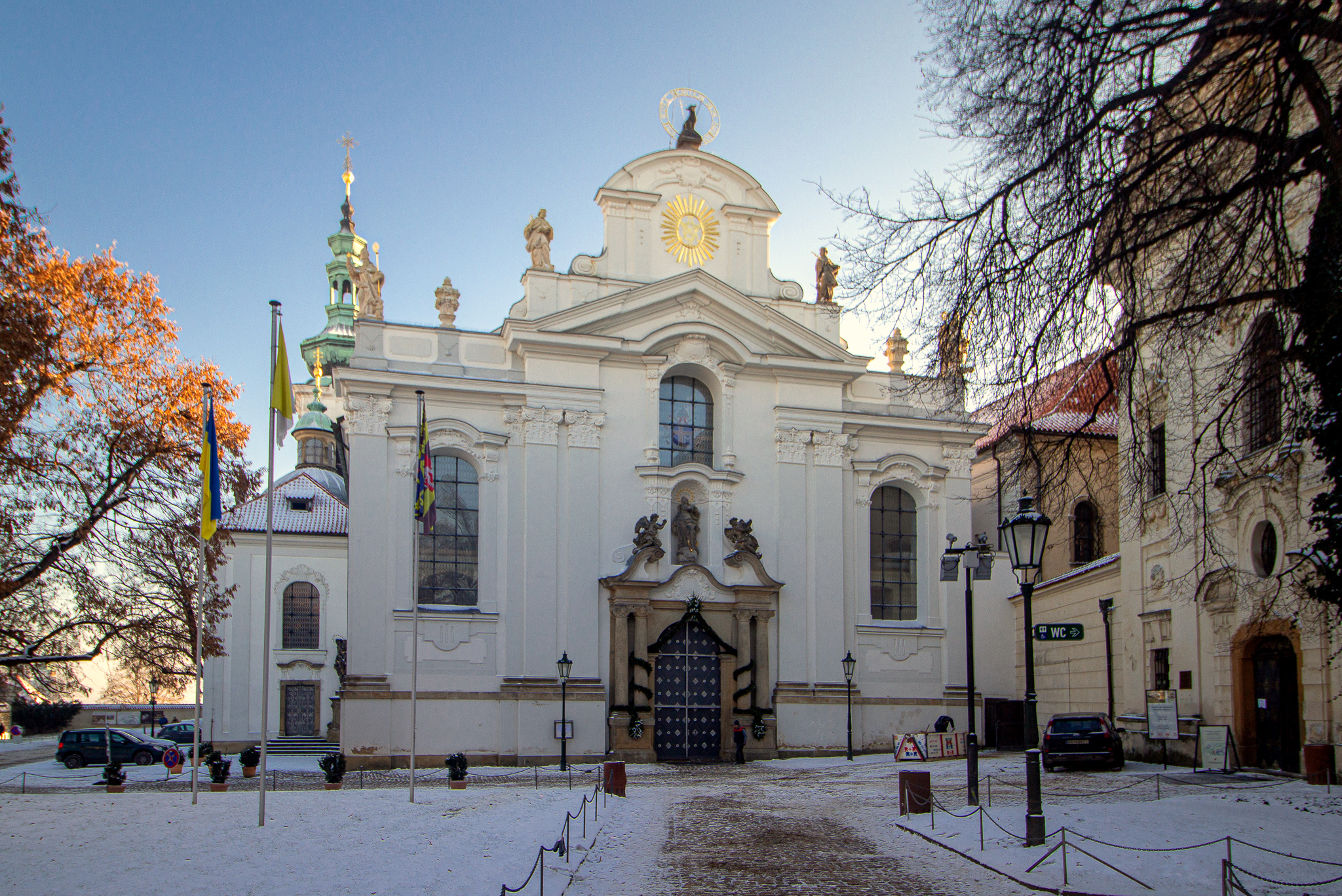
Západní průčelí

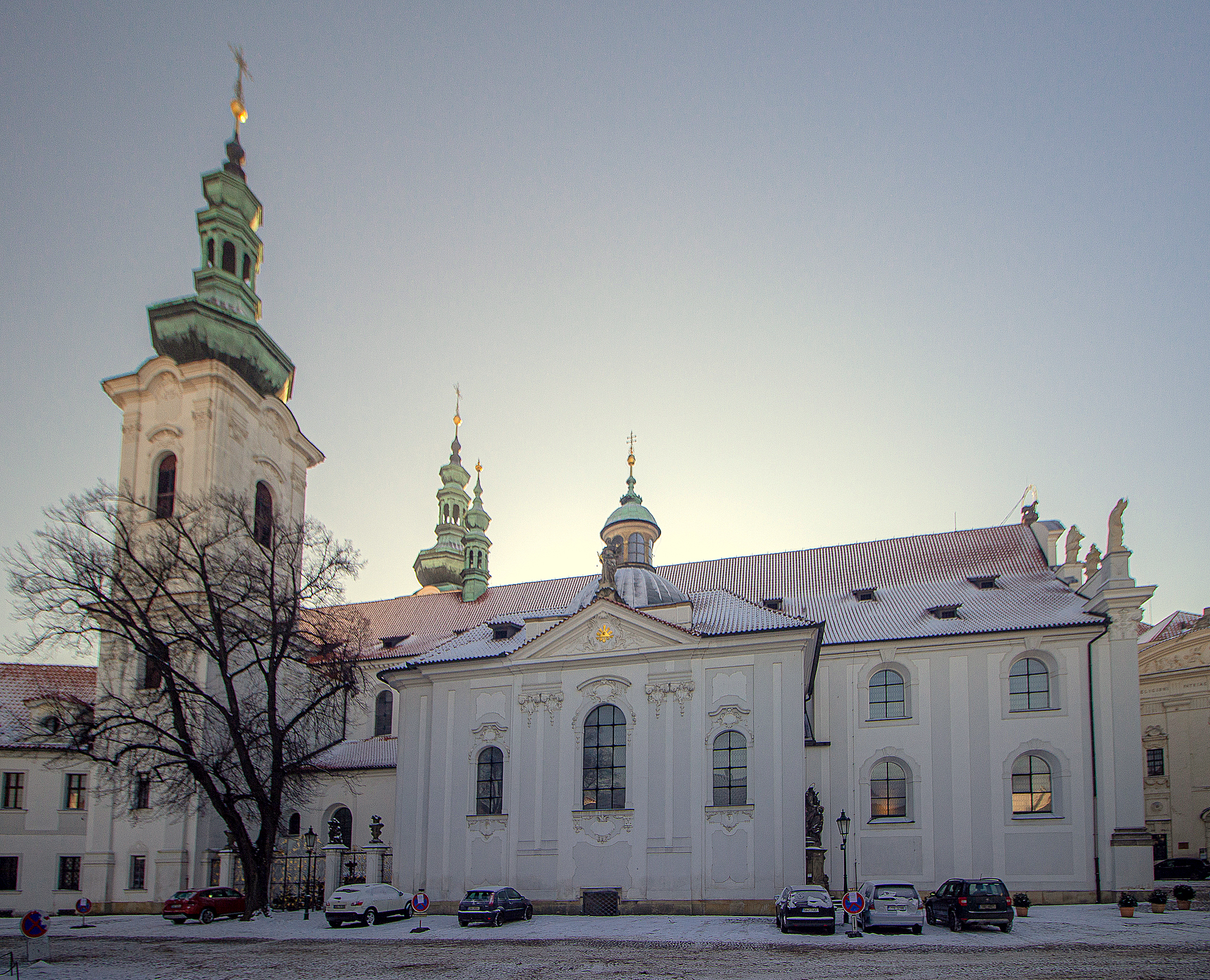
Severní strana a věž

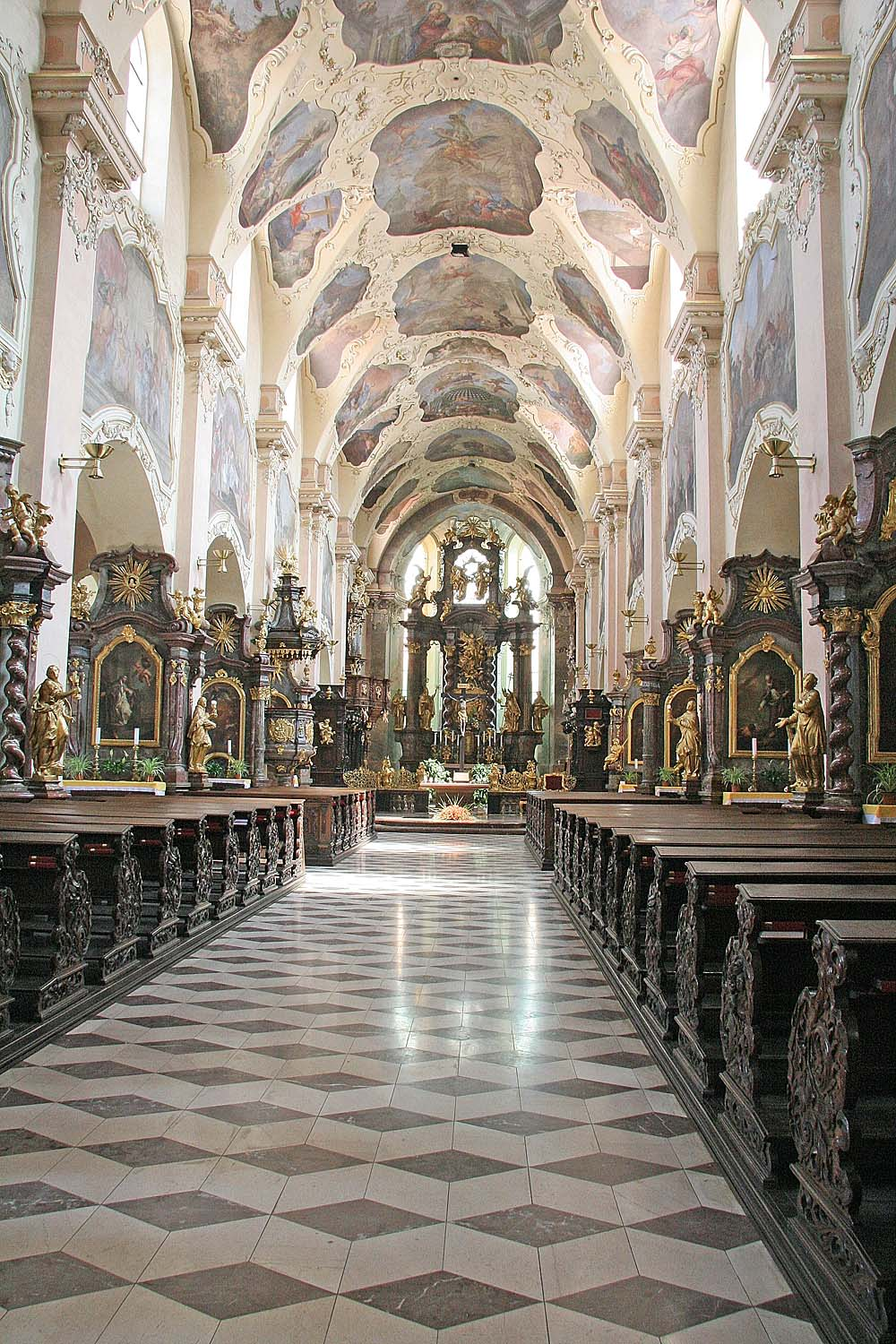
Interiér

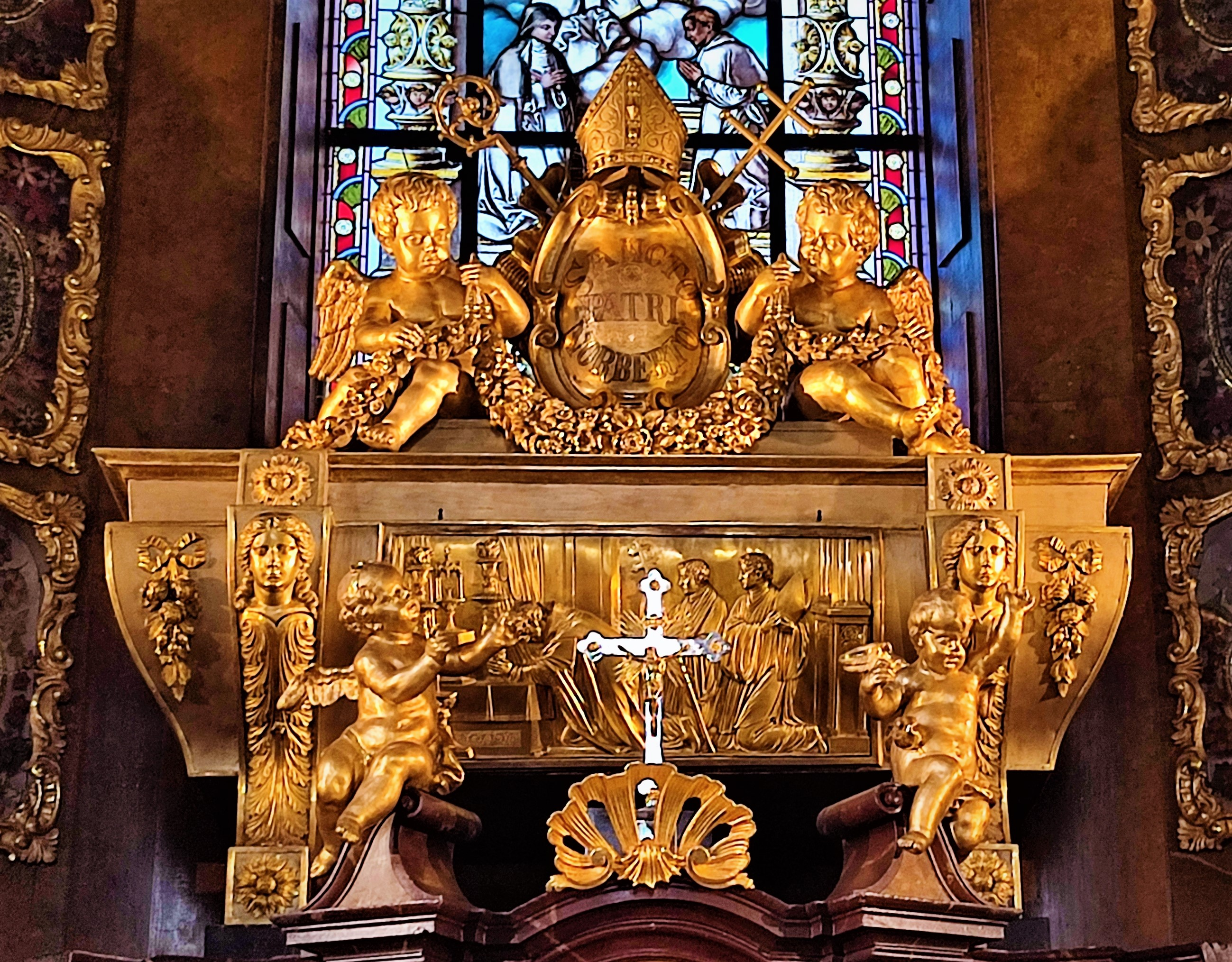
Oltář se sarkofágem sv. Norberta, upravený roku 1873

Stavební základy románské trojlodní baziliky s příčnou lodí byly zjištěny stavebně historickým průzkumem Dobroslava Líbala z let 1940–1954. Z původní stavby se pod mladšími omítkami dochovaly tři apsidy trojlodí, celá západní zeď příčné lodi a polovina zdi severní, také části vnějších obvodových zdí, všechny z opukového kvádříkového zdiva. Mezilodní arkády a zdi hlavní lodi byly strženy a nahrazeny po požáru gotickou stavbou  z let 1258-1263 se zbytky gotických kleneb, jež byly dochovány až do prvních úprav z let 1601-1605. Tehdy architekt Giovanni Battista Bossi de Campione strhl dvě románské věže v západním průčelí a nahradil je novými věžemi nad příčnou lodí. 
V letech 1630-1631 byl kostel prodloužen k západu a roku 1658 byla připojena kaple Panny Marie Pasovské..
Další barokizace následovala před rokem 1727, kdy kostel získal nové západní průčelí s volutovým štítem a sochami  Panny Marie a andělů. Poslední barokní  úpravu provedl v letech 1742-1751 architekt Anselmo Lurago, kdy byla zbarokována také gotická kaple sv. Voršily a věžím přistavěno horní patro s báněmi. 
Pro siluetu kostela jsou charakteristické tyto dvě vysoké štíhlé věže s báněmi, které jsou dominantou Strahovského nádvoří i panoramatu celého kláštera. 
Kostel je dlouhý 63 metrů a široký 10 metrů.

### Exteriér
Na západním průčelí jsou sochy od Jana Antonína Quittainaera z roku 1746. Zleva:
- sv. Augustin, jehož řeholí se premonstráti řídí
- sv. Adrián
- sv. Jakub Větší
  - Gorkumští mučedníci - dva řádoví svatí, kteří byli ve skupině 19 kněží a řeholníků z nizozemského města Gorkum (dnešní Gorinchem), které 9. července 1572 kalvinisté oběsili pro jejich věrnost katolické víře v Brielle.
- sv. Norbert - zakladatel řádu

Nahoře na štítě je socha Beránka božího, kolem něhož je latinský nápis: Vidi supra montem Sion agnum (česky: Viděl jsem beránka nad horou Sion - horou je míněn Strahov).

### Interiér
V závěru chóru stojí mramorový hlavní oltář s reliéfem Nanebevzetí Panny Marie (nejde o klasický obraz) a se sochami sv. Augustina, sv. Norberta a Heřmana Josefa. Na jižní straně chóru (u opatského sedes) je symbolický náhrobek krále Vladislava II., který byl v kostele pohřben, ale přesné místo jeho hrobu není známo. Na protější, severní straně je náhrobek strahovského opata a pozdějšího pražského arcibiskupa Jana Lohelia. Chórové lavice jsou raně barokní, s řezbami z doby opata Kašpara Questenberka. Pod chórem je hrobka opatů a hrobka řeholníků. Chór je od lodi oddělen mramorovou přepážkou s kovaným barokním nástavcem ve tvaru mřížky (tzv. lektorium).
V lodi při pilířích mezilodních arkád stojí 10 barokních bočních oltářů, jejichž sochy řezal Jan Antonín Quittainer a obrazy malovali Michael Leopold Willmann, Jan Kryštof Liška a František Xaver Palko:
- Narození Páně
- Božského Srdce Páně
- sv. Jana Nepomuckého
- sv. Máří Magdaleny
- Obrácení sv. Pavla
- sv. Martina
- sv. Anny
- sv. Augustina
- Českých patronů
- Navštívení Panny Marie

Nad oltáři na stěnách hlavní lodi bylo do vpadlých polí vsazeno 10 obrazů cyklu Život sv. Norberta, namalovaného pro tento kostel v letech 1626-1630 v dílně malíře Jana Jiřího Heringa k přenesení světcova těla z Magdeburku, které zorganizoval opat Questenberg roku 1627. Proto na obrazech vystupují jak historické postavy z Norbertova života, tak soudobé osobnosti. Obrazy byl poničeny při obléhání Prahy v roce 1743, a po té část sňata a odvezena do premonstrátského kláštera v Milevsku. Zpět byly vráceny teprve roku 2010. Každá olejomalba na plátně má rozměry 5 × 2,4 metru a v letech 2016–2018 byla sňata, restaurována a dočasně vystavena v ambitech strahovského kláštera.
Pod jižní lodí u sakristie je prázdná hrobka. Z této lodě je přístupná boční kaple Panny Marie Pasovské. V této kapli je barokní oltář. Pod kaplí je hrobka polního maršála Pappenheima a vedle ní prázdná hrobka, v níž si přál být pohřben Albrecht z Valdštejna.
Ze severní boční lodě je přístupná kaple sv. Norberta. Tuto boční loď uzavírá malá, zhruba čtvercová kaple, zasvěcená Utrpení Páně. Nachází se v ní oltář se sochou bičovaného Krista.
V severní boční kapli sv. Norberta je čelně umístěn oltář sv. Norberta se sarkofágem obsahujícím ostatky tohoto světce, přenesené z Magdeburku. Současná podoba tumby je pasířskou prací V. Herla podle návrhu Josefa Berglera z roku 1811, nahradila původně raně barokní stříbrný oltář s baldachýnem. Celková úprava oltáře pochází z roku 1873. Druhý oltář je zasvěcen Jedenácti družkám sv. Voršily, obsahuje ostatky těchto mučednic, věnované klášteru kolínským arcibiskupem Konrádem v roce 1256). Pod kaplí je hrobka měšťanů z Pohořelce.

## Historie
Kostel byl vybudován jako součást kláštera premonstrátů, založeného z iniciativy olomouckého biskupa Jindřicha Zdíka ve 12. století. Z románské éry kostela a kláštera se dochoval půdorys kostela a některé architektonické prvky v kvadratuře.
Kostel byl následně několikrát přestavován. Na přelomu 16. a 17. století však byl již v poměrně žalostném stavu. V pořádku byla pouze kaple sv. Voršily, kde konala bohoslužby malá premonstrátská komunita. Současná barokní podoba je výsledkem barokní přestavby z doby opata Kašpara Questenberka. Opat Questenberk v roce 1627 přenesl do Prahy z Magdeburgu ostatky zakladatele řádu – sv. Norberta, a v souvislosti s tím bylo zasvěcení kaple změněno na sv. Norberta.
V roce 1742 byl kostel poničen bombardováním, následně byl rekonstruován podle plánů Anselma Luraga. V této architektonické podobě se zachoval v podstatě dodnes. Kostel byl vymalován J. W. Neunhertzem a strahovským premonstrátem Siardem Noseckým. V roce 1774 postavil v kostele varhany další strahovský premonstrát, Jan Lohel Oehlschlägel.
V 90. letech 20. století byl v kostele instalován nový oltář čelem k lidu, ulitý z bronzu dle návrhu Egina Weinerta z Kolína nad Rýnem.